# St. Benedikt (Untermühlhausen)

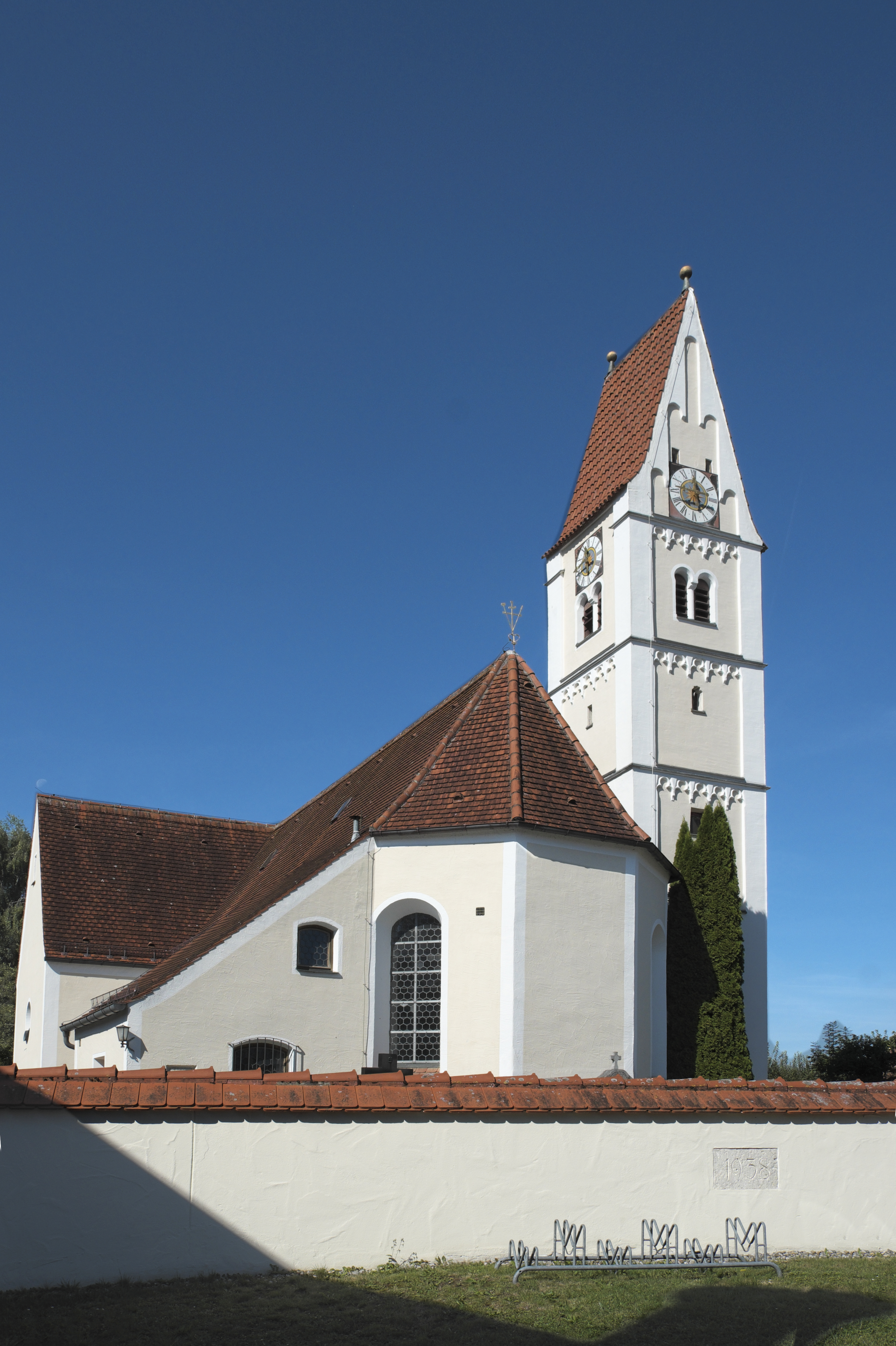
St. Benedikt in Untermühlhausen

Die römisch-katholische Pfarrkirche St. Benedikt steht in Untermühlhausen, einem Gemeindeteil von Penzing im oberbayerischen Landkreis Landsberg am Lech.
Sie ist in der Liste der Baudenkmäler in Penzing (Bayern) unter der Nr. D-1-81-132-24 eingetragen. Die Kirche gehört zum Dekanat Landsberg im Bistum Augsburg.

## Beschreibung
Die spätgotische Saalkirche wurde um 1740 barock umgestaltet. Sie besteht aus dem Langhaus, dem eingezogenen, dreiseitig geschlossenen Chor im Osten, einer Sakristei an der Südwand und dem Chorflankenturm an der Nordwand des Chors. Das Langhaus wurde in den Jahren 1962 bis 1964 nach Westen durch ein Querschiff erweitert, sodass das die Kirche nunmehr als Kreuzkirche zu betrachten ist. Die Deckenmalerei im Chor schuf 1741 Franz Xaver Forchner. Der Hochaltar wird von den Skulpturen des Simon Petrus und des Paulus von Tarsus flankiert.

## Orgel
Die Orgel mit acht Registern auf einem Manual und Pedal wurde 1886 von Georg Beer (II) erbaut. Das Frührokokogehäuse von Johann Baptist Kronthaler aus Kaufbeuren aus dem Jahr 1744 fand dabei Wiederverwendung. Die Disposition des rein mechanischen Schleifladen-Instruments lautet:
| Manual C–f3 |    |
| Principal   | 8′ |
| Gedeckt     | 8′ |
| Flöte       | 8′ |
| Salicional  | 8′ |
| Gamba       | 8′ |
| Octav       | 4′ |
| Mixtur III  | 2′ |

| Pedal C–d1 |     |
| Subbaß     | 16′ |

- Koppel: M/P